# Superdelegat
Superdelegater kallas de höga partiföreträdare för det amerikanska Demokratiska partiet som har rösträtt vid partiets konvent utöver de delegater som varje delstat har tilldelats efter statens folkmängd.
Vid 2008 års partikonvent fanns cirka 800 superdelegater och de representerade närmare 20 procent av rösterna på konventet.
Vissa delegater vid republikanernas konvent utses på samma sätt, men termen "superdelegater" används oftast inte om dem.